# Hegyi-Karabah zászlaja
A megszűnt Hegyi-Karabah zászlaja Örményország színeit viseli, ám azok szimbolikus jelentése kissé eltérő: a nemzet védelmében kiontott vért (vörös), a szabadságszeretet (kék) és a kenyeret (narancssárga) jelölik.
A nyugatra mutató nyílhegy a terület Örményországtól való jelenlegi elkülönülésére utal, és arra a reményre, hogy egyesülhet az anyaországgal.